# スティア・ジャヤ駅
スティア・ジャヤ駅（スティア・ジャヤえき、マレー語:Stesen Setia Jaya）はマレーシアのセランゴール州バンダル・サンウェイにある、マレー鉄道ポート・クラン線とラピドKLサンウェイ線の駅。

## 歴史
- 1995年8月28日 - KTMコミューター スントゥル - シャー・アラム間運行開始。
- 2015年6月2日 - ラピドKLサンウェイ線の駅が開業。

## 駅構造

### マレー鉄道
単式ホーム1面1線、島式ホーム1面2線を持つ地上駅である。駅舎は北側にあり、上りホームに面している。下りホームへは構内の跨線橋で結ばれている。

### ラピドKL
単式ホーム1面1線を有する高架駅である。

## 駅周辺
- JONETZ by DON DON DONKI Sunway Pyramid店（2022年11月1日オープン[1]
- ザ・ワン・アカデミー（英語版）

## 隣の駅
マレー鉄道
2 ポート・クラン線
スリ・スティア駅 (KD07) - スティア・ジャヤ駅 (KD08) - ジャラン・トゥンプラー駅 (KD09)
ラピドKL
B1 BRTサンウェイ線
スティア・ジャヤ駅 (SB1) - ムンタリ駅 (SB2)